# Volker Wodzich
Volker Wodzich (Gelsenkirchen, 5 novembre 1985) è un taekwondoka tedesco.

## Palmarès
- Europei

Manchester 2012: bronzo nei +86 kg.
Baku 2014: bronzo nei +86 kg.